# Кейлі Куоко
Кейлі Крістін Куоко (англ. Kaley Christine Cuoco;нар. 30 листопада 1985, Камарільйо, Каліфорнія, США) — американська кіноактриса, модель. Відома роллю Бріджит Геннессі в комедії «8 простих правил», Біллі Дженкінс в серіалі «Усі жінки відьми»(2005—2006), й Пенні в комедії на телеканалі CBS «Теорія великого вибуху» (2007—2019).

## Біографія

### Раннє життя
Народилась 30 листопада 1985, в Камарільйо, Каліфорнія. Дочка Гері Карміна Куоко, ріелтора в Каліфорнії, і Лайни Енн Вінгате, хатньої домогосподарки. Має молодшу сестру Бріану. З трьох років вона займалася тенісом і мріяла стати знаменитою спортсменкою. Але заради забави ходила з друзями в студію акторської майстерності.
Отримавши диплом про середню освіту в 16 років, вона почала працювати.

### Кар'єра
Вперше з'явилася перед телекамерами у віці 8 місяців — знялася у рекламі дитячих іграшок. У 6 років її знову запросили на зйомки. Цього разу Кейлі з'явилася в рекламних сюжетах, присвячених лялькам Барбі, а незабаром почала брати участь і в театральних постановках п'єс «Енні» та «Скрипаль на даху».
Її перша головна роль була в 1992, у фільмі «Quicksand: No Escape». Роль Маурін МакКормік у фільмі «Growing Up Brady» (2000) привернула увагу до молодої акторки. Її акторська здібність в комедійному фільмі Сі-Бі-Сі, «Ladies Man», також не залишилась непоміченою. У 2000 «Disney Channel Original Movie» запросив Кейлі зніматись у фільмі «Alley Cats Strike». У 2002 вона зіграла роль підлітка у «8 простих правил», роль Аманди Вілльямс у фільмі «10.5», а також у фільмах «Crimes of Fashion» й «Debating Robert Lee».
У 2005 «FHM» і «Us Weekly» віддали Кейлі 78 місце на 100 Sexiest Women. Її голос використовували для озвучування Бренді Гаррінґтон, персонажа мультфільму «Brandy and Mr. Whiskers».
Грала Бріджит Геннессі в серіалі «8 простих правил». Куоко грала старшу сестру, хоч Емі Девідсон, яка грала її молодшу сестру, була старшою за неї на 6 років. Бріджит — найкрасивіша дівчина в її школі. У серіалі змальовано її повсякденне життя, в основному це зустрічі з друзями та використання жіночих хитрощів для приваблювання хлопців.
У 8 сезоні культового хіта, серіалу «Усі жінки відьми», зіграла роль Біллі Дженкінс. У 2004 вона грала одну з головних ролей в фільмі «Повернення у сонну лощину».
У 2007 молода акторка грає головну роль в серіалі «Теорія великого вибуху». 8 січня 2007 на екрани кінотеатрів вийшов фільм з її роллю, «To Be Fat Like Me». Кейлі також грала незначні ролі в серіалі «Втеча з в'язниці» (2008), зокрема в епізодах «Повідомлення» і «Чикаго».

### Особисте життя
Упродовж двох років (між 2007 та 2010 роками) таємно зустрічалася з партнером по серіалу Джонні Галекі. Влітку 2013 року зустрічалась з актором Генрі Кавілом. З 2013 по 2016 роки Кейлі була у шлюбі з тенісистом Райаном Світінгом. Після розриву вона почала зустрічатись з Карлом Куком, сином мільярдера Скота Кука, в кінці 2016 року. Вони заручились 30 листопада 2017 року, в день 32-річчя Куоко, а 30 червня 2018 року вони зіграли весілля. На початку вересня 2021 року, після 3 років шлюбу, Кейлі та Карл Кук повідомили про розлучення, про що вони зробили публічну заяву виданню «People». Заяву про розлучення було подано 3 вересня до Верховного суду Каліфорнії.
На даний час живе у долині Сан-Фернандо, Каліфорнія, зі своєю німецькою вівчаркою Дюком і чіхуахуа Петей. Там вона часто їздить верхи на конях, займається кікбоксингом, грає в боулінг і на барабані. Одне з її хобі — настільний теніс. На «Шоу Еллен ДеДженеріс» вона подарувала Еллен ракетку настільного тенісу з підписами від акторів, що брали участь у фільмі «Теорія великого вибуху». Виховує доньку разом зі своїм обранцем Томом Пелфрі

## Фільмографія
| Рік       |    | Українська назва                 | Оригінальна назва                              | Роль                                   |
| --------- | -- | -------------------------------- | ---------------------------------------------- | -------------------------------------- |
| 1994      | с  | Моє так зване життя              | My So-Called Life                              | Анджела в дитинстві (1 епізод)         |
| 1994      | с  | Еллен                            | Ellen                                          | Еллен Морган в дитинстві (1 епізод)    |
| 1995      | ф  | Віртуозність                     | Virtuosity                                     | Карін Картер                           |
| 1997      | ф  | Портрет досконалості             | Picture Perfect                                | маленька дівчинка                      |
| 1998      | тф | Містер Убивство                  | Mr. Murder                                     | Шарлотта Стіллвотер                    |
| 2000      | с  | Не забудь свою зубну щітку       | Don't Forget Your Toothbrush                   | Ешлі                                   |
| 2002-2005 | с  | 8 простих правил                 | 8 Simple Rules… for Dating My Teenage Daughter | Бріджет Хеннессі (76 епізодів)         |
| 2004      | ф  | Повернення в сонну лощину        | The Hollow                                     | Карен                                  |
| 2004      | ф  | 10.5 балів                       | 10.5                                           | Аманда Вільямс                         |
| 2005      | ф  | Щасливі 13                       | Lucky 13                                       | Сара Бейкер                            |
| 2005-2006 | с  | Усі жінки — відьми               | Charmed                                        | Біллі Дженкінс (22 епізоди)            |
| 2007      | ф  | Котячий клуб                     | Cougar Club                                    | Аманда                                 |
| 2007-2019 | с  | Теорія великого вибуху           | The Big Bang Theory                            | Пенні (279 епізодів)                   |
| 2007      | с  | Втеча з в'язниці                 | Prison Break                                   | Саша (2 епізоди)                       |
| 2008      | ф  | Зимові мерці                     | Killer Movie                                   | Бланка Чемпіон                         |
| 2010      | ф  | Пентхаус                         | The Penthouse                                  | Еріка Рос                              |
| 2011      | мф | Гоп                              | Hop                                            | Сем (Саманта) О'Гейр                   |
| 2015      | ф  | Елвін і бурундуки: Бурундомандри | Alvin and the Chipmunks: The Road Chip         | Елеонора (голос)                       |
| 2015      | ф  | Весільний майстер                | The Wedding Ringer                             | Гретхен Палмер                         |
| 2019-2023 | мс | Гарлі Квінн                      | Harley Quinn                                   | Гарлі Квінн (голос, 47 епізодів)       |
| 2019      | с  | Дитинство Шелдона                | Young Sheldon                                  | басейн (голос, 1 епізод)               |
| 2021      | c  | Угамуй свій запал                | Curb Your Enthusiasm                           | Гейді (1 епізод)                       |
| 2020-2022 | с  | Бортпровідниця                   | The Flight Attendant                           | Кессі (Кассандра) Бауден (16 епізодів) |
| 2022      | ф  | Людина з Торонто                 | The Man from Toronto                           | Енн                                    |
| 2022      | ф  | Мила зустріч                     | Meet Cute                                      | Шейла                                  |
| 2023      | с  | Засновано на реальних подіях     | Based on a True Story                          | Ава Бартлетт (8 епізодів)              |
| 2024      | ф  | Рольові ігри                     | Role Play                                      | Емма Брекетт                           |

## Цікаві факти
- Зріст — 171 см
- У неї вдома є декілька домашніх тварин: три собаки (Пітті, Люсі і Лео), кішка Дейзі і кінь Боджангелс.